# Funció zeta de Shintani
En matemàtiques, una funció zeta de Shintani o L-funció de Shintani és una generalització de la funció zeta de Riemann.
Va ser estudiada per primera vegada per Takuro Shintani (1976). Inclou la funció zeta de Hurwitz, la funció zeta de Barnes i la funció zeta de Witten com a casos especials.

## Definició
La funció zeta de Shintani de (s1, ..., sk) ve donada per
{\displaystyle \sum _{n_{1},\dots ,n_{m}\geq 0}{\frac {1}{L_{1}^{s_{1}}\cdots L_{k}^{s_{k}}}},}
on cada Lj és una funció lineal no homogènia de (n1, ... ,nm)
El cas especial quan k = 1 és la funció zeta de Barnes